# Карби (Германия)
Карби (нем. Karby) — община в Германии, в земле Шлезвиг-Гольштейн. 
Входит в состав района Рендсбург-Экернфёрде. Подчиняется управлению Шванзен.  Население составляет 527 человек (на 31 декабря 2010 года). Занимает площадь 2,09 км².